# Трансформационное лидерство
Трансформационное лидерство усиливает мотивацию, моральный дух и производительность последователей с помощью различных механизмов. В данной модели лидер является образцом для подражания для его последователей. При этом лидер должен выявлять слабые и сильные стороны у своих последователей и ставить им задачи, которые могут оптимизировать их работу.

## Разработка концепции
Джеймс Макгрегор Бернс (1978) впервые ввел понятие транзакционного руководства в его исследовании политических лидеров, но этот термин в настоящее время используется и в организационной психологии. По словам Бернса, трансформационное руководство представляет собой процесс, в котором «лидеры и последователи помогают друг другу, чтобы перейти к более высоким уровням морального духа и мотивации».
Бернард Басс (1985), продолжил работу Бернса (1978) объясняя психологические механизмы, лежащие в основе трансформационной и транзакционной модели.
Трансформационное лидерство предлагает своим последователям нечто большее, чем просто работа для собственной выгоды; они обеспечивают последователей вдохновением на поставленные задачи и видением, как эти задачи выполнить. Лидер трансформирует и мотивирует последователей через его или её идеализированное влияние (харизму), интеллектуальную стимуляцию и индивидуальное внимание. Кроме того, этот лидер призывает последователей придумывать новые и новые способы, чтобы бросить вызов статусу-кво и добиться большего успеха. Наконец, в отличие от Бернса, Басс предположил, что руководство может одновременно использовать как трансформационную, так и транзакционную модель.
Ряд исследований и мета-анализов показали, что трансформационное и транзакционное руководства положительно влияют на показатели эффективности, в том числе индивидуальные, групповые и организационные.

## Элементы трансформационного лидерства
Были введены 4 элемента трансформационного лидерства:
1. Индивидуальное рассмотрение означает, что руководитель должен индивидуально работать с каждым из своих подчинённых.
2. Интеллектуальная стимуляция означает, что лидер должен стимулировать и поощрять творческие начинания своих последователей.
3. Вдохновляющая мотивация — лидер должен обеспечивать у людей оптимизм по поводу решения поставленных задач, вселять в них уверенность.
4. Идеализированное влияние — лидер должен являться образцом для подражания.

В качестве инструмента развития, трансформационное лидерство распространилось во многих секторах западного общества, включая неправительственные организации. Например, финские силы обороны использует модели, основанные на теории трансформационного лидерства.

## Сравнение транзакционного и трансформационного стилей руководства
Транзакционный и трансформационный стили руководства — стили, которые сравнивают чаще всего. Джеймс МакГрегор Бёрнс объяснял принципиальное различие следующим образом: «Транзакционные лидеры являются лидерами, которые обменивают реальные вознаграждения за труд на преданность последователей. Трансформационные лидеры являются лидерами, которые заставляют своих последователей сосредоточиться на более высоких порядках собственных потребностей, при этом повышая осведомленность о значении результатов собственного труда и новых способов, с помощью которых эти результаты могут быть достигнуты. Транзакционные лидеры, как правило, более пассивны, в то время как трансформационные лидеры демонстрируют активное поведение.»
| Транзакционная модель                                                                                | VS. | Трансформационная модель |
| --- | --- | --- |
| Пассивное лидерство, реагирует на результаты.                                                        |     | Активное лидерство. |
| Работы в рамках организационной структуры.                                                           |     | Изменяет организационную структуру, корпоративную культуру.                                                                                             |
| Сотрудники достигают целей через поощрения и наказания, устанавливаемые лидером.                     |     | Сотрудники достигают целей через высшие идеалы и нравственные ценности.                                                                                 |
| Мотивирует последователей, взывая к их собственным интересам.                                        |     | Мотивирует последователей, призывая их ставить совместные интересы на первое место.                                                                     |
| Сохранение статуса-кво, использование стрессовой работы для достижения наибольшей работоспособности. |     | Индивидуальное внимание: каждое действие направлено на выражение внимания и поддержки. Содействие творческим и инновационным идеям для решения проблем. |

## Теория X и теория Y
«Теорию X и Y» Дугласа Макгрегора можно сравнить с этими двумя моделями лидерства. Теорию X можно связать с транзакционным лидерством, где руководители должны вселять страх за негативные последствия. В этих стиле и теории, негативное поведение наказывается, и сотрудники мотивированы с помощью стимулов.
Теория Y и модель трансформационного лидерства оказываются похожи, потому что эти теория и стиль поддерживают идею, что менеджеры работают для поощрения своих работников. Они считают, что отношения руководителей с работниками должны основываться на взаимном доверии и уважении. Лидеры помочь последователям выбрать нужные инструменты и методы для успешной работы.

## Результаты для руководителей
Гарри Юкл (1994) даёт несколько советов для руководителей по использованию трансформационной модели лидерства.:
1. Рассматривайте сложные точки зрения на проблему вместе с сотрудниками.
2. Связывайте стратегию по достижению цели и её результаты.
3. После выработки общей концепции, приводите её к реализации.
4. Выражайте уверенность, решительность и оптимизм по поводу решения поставленных задач.
5. Планируйте решение через небольшие шаги и небольшие успехи на пути к достижению основной цели.

## Используемая литература
- Burns, J.M. (1978) Leadership. New York. Harper & Row.
- Roesner, J. (1990). Ways women lead. Harvard Business Review. November — December.
- Bass, B.M. & Avolio, B.J. (Eds.). (1994). Improving organizational effectiveness through transformational leadership. Thousand Oaks, CA: Sage Publications.
- Albritton, R. L. (1998). A new paradigm of leader effectiveness for academic libraries: An empirical study of the Bass (1985) model of transformational leadership. In T.F. Mech & G.B. McCabe (Eds.), Leadership and academic librarians (pp. 66–82) . Westport, CT: Greenwood, 1998.
- Bass, B. M. (1998). Transformational leadership: Industrial, military, and educational impact. Mahwah, NJ: Erlbaum.
- Pielstick, C.D. (1998). The transforming leader: A meta-ethnographic analysis. Community College Review, 26(3), 15-34.
- Kouzes, J.,Posner, B. (1999). «Encouraging the Heart.» San Francisco, CA: Jossey-Bass Inc., Publishers
- Alimo-Metcalfe, B. & Alban-Metcalfe, J. (2001). ‘The development of a new Transformational Leadership Questionnaire’. The Journal of Occupational & Organizational Psychology, 74, 1-27
- Bass, B. M., & Riggio, R. E. (2006). Transofrmational Leadership (Second ed.). Mahwah, NJ: Lawrence Erlbaum Associates.
- Kotlyar, I. & Karakowsky, L. (2006). Leading Conflict? Linkages Between Leader Behaviors and Group Conflict. Small Group Research, Vol. 37, No. 4, 377—403
- Nissinen, Vesa (2006). Deep Leadership. Talentum, Finland.
- Kotlyar, I., & Karakowsky, L. (2007). Falling Over Ourselves to Follow the Leader. Journal of Leadership & Organizational Studies, Vol. 14, No. 1, 38-49
- Muhammad Faisal Aziz (2009) Casual Management Concept, articlebase.com
- Bass, B. M. (1990). From transactional to transformational leadership: Learning to share the vision. Organizational Dynamics, (Winter): 19-31.